# إبراهام ويبل
إبراهام ويبل (بالإنجليزية: Abraham Whipple) هو ضابط أمريكي، ولد في 26 سبتمبر 1733 في بروفيدنس في الولايات المتحدة، وتوفي في 27 مايو 1819 في مارييتا في الولايات المتحدة.